# Sedona
Sedona è una città degli Stati Uniti d'America, situata tra le contee di Yavapai e Coconino, nello Stato dell'Arizona. Al censimento del 2020, la popolazione era di 9 684 abitanti.

## Storia
Sedona fu chiamata così in onore di Sedona Arabelle Miller Schnebly (1877-1950), moglie di Theodore Carlton Schnebly, il primo direttore dell'ufficio postale della città, che fu celebrata per la sua ospitalità e operosità.

## Cultura

### Cinema
Sedona è stata il set di molti film western fra gli anni cinquanta e gli anni settanta, fra cui Johnny Guitar, L'ultima conquista e Sangue sulla luna. Nel 2012 è uscito un film intitolato Sedona. Fu il primo film ad essere girato interamente a Sedona dagli anni settanta, quando terminarono i giorni gloriosi delle riprese hollywoodiane.

### Arte
Sedona, negli anni Quaranta del Novecento, è stata la residenza dell'artista tedesco Max Ernst.